# داء نيوكاسل
داء نيوكاسل (بالإنجليزية: Newcastle disease) أو شبه طاعون الدجاج (بالفرنسية: pseudopeste aviaire)؛ هو مرض يصيب الطيور وهو من الأمراض المشتركة بين الحيوان والإنسان، ويسببه فيروس مخاطاني النمط-1.
تختلف نسبة الإصابة والنفوق بشكل جذري حسب النوع المصلي للفيروس، وأيضاً قوة الجهاز المناعي والحالة الصحية للحيوان فضلاً عن العوامل المحيطة الأخرى.
فيما مضى كان يُخلط بين داء نيوكاسل وإنفلونزا الطيور وكوليرا الدجاج من جهة أخرى، وذلك تحت تسمية طاعون الطيور، وفي واقع الأمر لا يمكن الوصول إلى تشخيص دقيق يميز بينها إلا بواسطة التحاليل المخبرية (هناك تحاليل فعالة جديدة هي في طور التسويق).

## تاريخ المرض
اعتقد البياطرة بأن سبب العدوى بكتيري، كما هو الحال بالنسبة للطاعون (إنفلونزا الطيور).
لاحظ سونتاني وتلميذه سافونوزي عام 1901 بأن العامل المسبب لهذا المرض، الذي كانوا يعتقدون أنه الإنفلونزا: يخترق مصفاة التربة المسامية، ولا يمكن تنميته في وسط اصطناعي كالبكتيريا، فاستنتجوا بأنه عامل مختلف عن البكتيريا وأصغر حجماً منها. بعد وقت وجيز من اكتشاف فيروس الإنفلونزا أ الخاص بإنفلونزا الطيور، وصف كرانفيلدت داء نيوكاسل عام 1926 خلال موجة الوباء الذي قضى على مداجن الهند الهولندية وذلك قبل دويل الذي وصف المرض باسم نيوكاسل-ايبون-ثين ليصبح الاثنان أول من اختلف في وصفه عن إنفلونزا الطيور.
لم يُكتشف فيروس داء نيوكاسل إلا عام 1955 وصنف في فصيلة الفيروسات المخاطانية، وجنس الفيروسات الطيرية (بالفرنسية وبالإنجليزية: Avulavirus).
داء نيوكاسل واجب التبليغ عنه من  قبل البياطرة عند ظهور بؤرة للإصابة، مثله مثل الإنفلونزا، وهو متابع من قبل المنظمة العالمية لصحة الحيوان.

## العامل المسبب
تتكون فصيلة الفيروسات المخاطانية من تسعة أنواع ويمثل فيروس داء نيوكاسل النوع الأول PMV-1 (بالإنجليزية: Paramyxovirus-1). يتراوح حجم الفيروس بين 120 و300 نانومتر غالباً في حدود 180 نم.
فيروس داء نيوكاسل هو من الفيروسات السلبية ذات الرنا أحادي السلسلة وهو محاط بغلاف يحتوي على الراصة الدموية، يمتاز الفيروس بخاصية التلازن، أي الالتصاق بكرات الدم الحمراء، وهو يحتوي على إنزيم الحالة الدموية (هيموليسين).

### مدة حياة الفيروس
الفيروس جداً مقاوم لدرجة الحرارة المحيطة ويبقى معدياً:
| - طويلاً (عدة أشهر) في مخلفات الطيور. - من شهرين إلى 3 أشهر في الأرض، في حظيرة. | - من 7 إلى 8 أشهر في قشرة بيضة ملوثة. - سنتين وأكثر في لحم طير غير مطبوخ ومجمد. |

### الحضانة
تتراوح مدة الحضانة:
- من 4 إلى 6 أيام حسب إحصاء المنظمة العالمية لصحة الحيوان.
- من يومين إلى 15 يوم حسب مصادر أخرى، مثل الوكالة الكندية لفحص الأغذية.

### السلالات
تُصنف سلالات فيروس داء نيوكاسل، مثلها كمثل الإنفلونزا، بحسب فوعتها ويمكن التميز بين ثلاث عترات:
- العترة الضارية: وهي أكثر العترات فتكاً بالطيور وتتسبب في حالات النفوق الكبيرة وظهور الأوبئة. ويمكن تقسيم هذه العترة إلى ثلاث أنواع على حسب المكان الذي تهاجمه وتتوالد فيه مسببةً أعراضاً مميزة.

1. النوع العصبي: ويظهر في الحالات الحادة وتحت الحادة ويتسبب بالأعراض العصبية للمرض.[13]
2. النوع التنفسي: يظهر عادةً لفترة بسيطة لتتبعه الإصابة الأحشائية أو العصبية ويظهر النوع التنفسي عادةً في شكل تحت حاد أو خفيف. يميل الفيروس إلى إصابة الحنجرة والقصبات الهوائية وباقي الجهاز التنفسي وتعاني الطيور خلال الإصابة من ضيق في التنفس.
3. النوع الأحشائي: يظهر في الحالات الحادة وتحت الحادة ويميل الفيروس للجهاز الهضمي وبشكل خطير الاثنا عشر المعدة الغذية، يؤدي هذا النوع إلى نفوق الطيور قبل ظهور أية أعراض. ظهر هذا النوع في بعض الدول العربية منذ سنة 1974.[6]

- العترة متوسطة الضراوة: هذه العترة قادرة على إحداث أعراض مرضية طفيفة وتستعمل لتحضير اللقاحات وهي:

1. طبيعية : مثل سلالة رواكين.
2. محضرة مخبرياً: وذلك عن طريق إضعاف السلالة الضارية مثل سلالة كوماروف أو سلالة كتزور.

- العترة الضعيفة: هذه العترة غير قادرة على إحداث أي أعراض مرضية ولذلك فهي تستعمل كلقاح للتحصين. ومن الأمثلة على العترة الضعيفة سلالة هيتشر ب 1 وسلالة لاسوتا.

| العترة                     | نسبة الوفيات | الآفات         |
| الضارية ح (النوع الأحشائي) | 100 %        | معوية          |
| الضارية ع (النوع العصبي)   | 100 %        | تنفسية + عصبية |
| الضارية ت (النوع التنفسي)  |              |                |
| المتوسطة الضراوة           | 50 %         | تنفسية + عصبية |
| الضعيفة                    | 0 %          | تنفسية         |
| الضعيفة (دون أعراض مرضية)  | 0 %          |                |

### استخدامه كسلاح بيولوجي
كان فيروس داء نيوكاسل واحداً من عدة عوامل محدثة للمرض أخضعتها الولايات المتحدة الأمريكية للبحث كسلاح بيولوجي محتمل قبل أن تقوم الحكومة الأمريكية بإيقاف برنامج الأسلحة البيولوجية.

## الوبائية

### المضيف

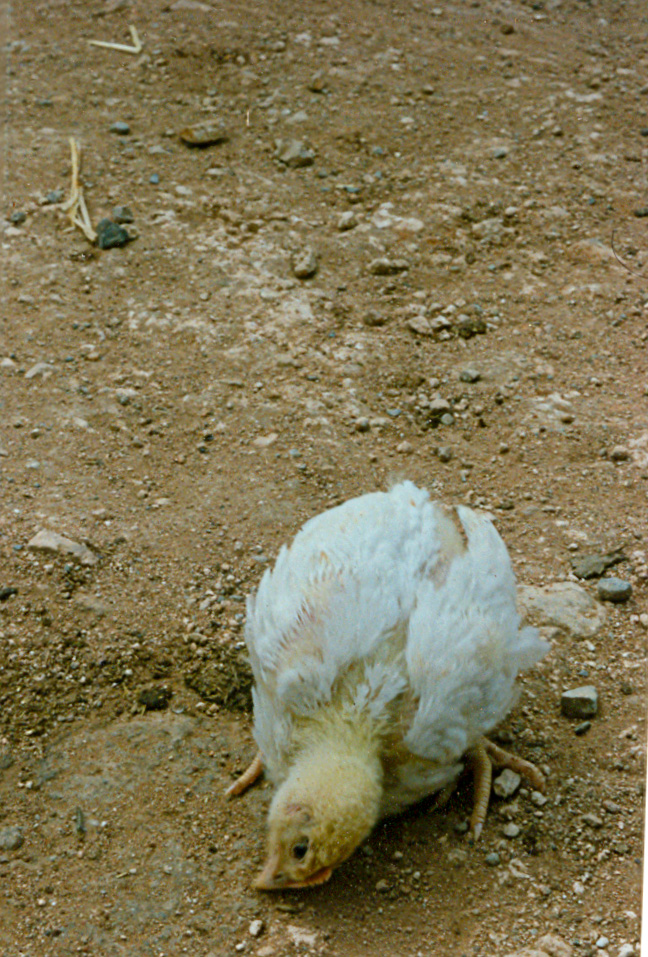
دجاجة مصابة بداء نيوكاسل

- الدواجن: بالخصوص الدجاج الذي هو الأكثر إصابة قبل البط يليه بعد ذلك الإوز. يحتمل أن يصيب هذا المرض جميع الطيور الداجنة والبرية.
- الدجاج الرومي: يصيبه المرض ويؤدي إلى نفوق الطيور الصغيرة وتقل حدته في الأعمار المتقدمة.
- الحمام والطرائد الأخرى: يمكن أن يصيبها الفيروس. مثلاً، قامت وزارة الفلاحة الفرنسية بإعدام 35.000 حجلة و20.000 من الدراج بإقليم لوار الأطلسية في 20 جويلية 2005 بعد ظهور أعراض المرض في اليوم الثامن عشر من نفس الشهر.
- الببغاوات وبعض الطيور البرية الأخرى: يمكن أن تحمل الفيروس وتلعب دور خزان له (عدة أشهر إلى سنة من نثر الفيروس بالنسبة للببغاوات).[8] ففي اليابان هلكت بعض حظائر تربية الببغاوات وبعض الطيور الغريبة.

### طريقة انْتِشار المرض
من المحتمل أن الفيروس الطبيعي تنشره الطيور المهاجرة، لكن العدوى في الدواجن يمكن إرجاعها إلى كيفية تطبيق طرق التربية. تقدر المحطة الكندية لتفتيش الأغدية، كغالبية الخبراء، أن المصدر الأول لانتشار الفيروس هم الأشخاص العاملون في قطاع تربية الدواجن ومن بينهم المشترون، وموزعو أغذية الأنعام، إذ ينتقل الفيروس المقاوم بسهولة على ثيابهم، في أحذيتهم، على أدواتهم أو مع سياراتهم.
تتم مراقبة الفيروس في البلدان الغنية عند الحيوانات البرية حيث يظهر أقل تسببا في المشاكل منه في حيوانات المزارع.
يمكن للطيور البرية أن تكون أكثر عرضة للإصابة بالفيروس عن طريق نض مياه تنظيف الحظائر وخاصة عن طريق نشر الذرق الملوث على الحقول الزراعية حيث تتغذى العديد من الطيور. يمكن للتسميد باستخدام السماد العضوي بطريقة سليمة أن يحد من المشكلة، وهذا نادرا ما يحدث، وفي هذه الحالة ينبغي خلط الذرق الغني بالمواد الغذائية، مع الأعشاب ونشارة الخشب وجعل كومة مزيج التسميد في معزل عن الطيور.

### مصدر الفيروس
يرتبط المصدر بالعضو المستهدف من قبل الفيروس، والذي يختلف باختلاف سلالة الفيروس، بالإضافة لحالة والتاريخ المناعي وربما المخزون الوراثي للطير المصاب. يطرح الفيروس في:
- إفرازات الشعب الهوائية والمخلفات.
- كل أجزاء الجيفة.

تطرح الفيروسات طوال مدة الحضانة وخلال مدة متغيرة أثناء فترة النقاهة، التي تتراوح من بضعة أيام إلى أسبوعين إجمالاً، ومن النادر أن تصل لأكثر من هذا، لكن ولأسباب غير معروفة جيدا، فإن بعض الطيور كالببغاوات (باللاتينية: Psittacidae) تطرح الفيروسات (في فترات متقطعة) خلال فترة تتراوح بين بضعة أشهر حتى سنة أو أكثر.

صورة تبين البلدان المعلنة سليمة من داء نيوكاسل حسب المحطة الكندية لتفتيش الأغدية.

### مناطق انتشار المرض
يمكن للفيروس أن يتواجد في أي مكان تعيش فيه الطيور، وهو مرض متوطن في العديد من دول العالم، عدا مراعي بعض الدول الأوروبية، التي أصبحت خالية من المرض منذ بضع سنين، مما يدفع للتفكير بأن التربية والنقل الشرعي أو الغير شرعي للدواجن، الصيصان أو فراخ البط البالغة من العمر يوما واحدا، الطيور الدخيلة أو الريش، السماد، الجيف، الخ.. تلعب كما بالنسبة لأنفلونزا الطيور دور أساسي كخزان أو ناقل للفيروس عندما لا تحترم شروط العمل.
وفقا المحطة الكندية لتفتيش الأغدية، فإن البلدان السالمة من داء نيوكاسل (مارس 2008) هي: الأرجنتين، الشيلي، كوستاريكا، كوبا، الولايات المتحدة الأمريكية، أستراليا، نيوزيلندا، سويسرا، آيسلندا، ومنطقة الاتحاد الأوروبي باستثناء بلغاريا ورومانيا في الوقت الحالي.

## التشخيص

### تشخيص حقلي

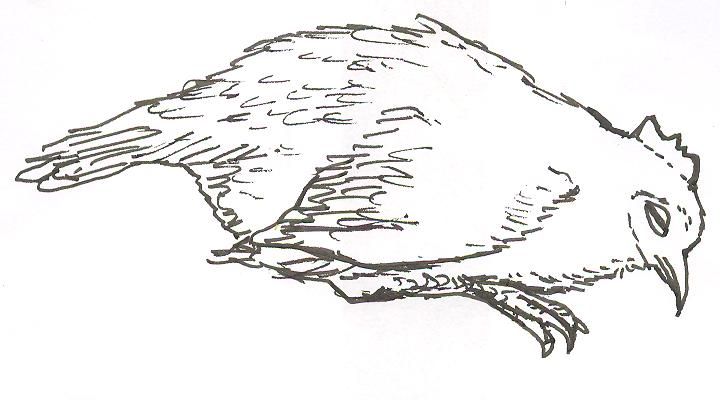
مخطط لدجاجة تعاني من داء نيوكاسل.

بعد مدة حضانة تدوم من 4 إلى 6 أيام تظهر:
- أعراض تنفسية و/أو عصبية: ضيق في التنفس وسعال/ أجنحة متدلية على طول الجسم، التواء الرأس والرقبة ثم يبدأ الطير بالدوران حول نفسه[22]/ اكتئاب (وهن، فقدان الشهية)، يتصيد الحيوان قدميه بتراخي قبل أن يتكزز الجسم كليا.
- توقف جزئي أو كلي لإنتاج البيض والقشرة تصبح خشنة ورقيقة بها زلال شفاف ومائه/ إسهال أخضر مائه.
- انتفاخ في بعض أجزاء الجسم (الرقبة، الوجنتين، محيط العينين)[23]
- نسبة المرضية والموت مرتبطة بدرجة عدوى عترة الفيروس، درجة تحصين اللقاح، ظروف المحيط وحالة الطيور في الحظيرة.

### تشخيص تشريحي
لا توجد آفة تشريحية مميزة للمرض. يجب فحص وتشريح العديد من الطيور قبل تقديم تشخيص افتراضي كما يجب أيضا التعرف وعزل الفيروس من أجل تقديم تشخيص نهائي.
الآفات التشريحية الممكنة: من النوع النزفي، القرحي-النخري تصيب الجهاز الهضمي وتشكيلاته اللمفاوية:
- وذمة النسيج الضام بجوار الرغامى، خاصة قرب عظم القص
- احتقان وفي بعض الأحيان نزف بالغشاء المخاطي للرغامى.[24]
- نمشات وتكدمات صغيرة على الغشاء المخاطي للمعدة الغدية (proventriculus) متمركزة حول ثقوب غدد المخاط.[25]
- وذمات، نزف، تقرحات أو نخور بالأنسجة اللمفاوية للأغشية المخاطية للأمعاء.[26][27]
- وذمة، نزف أو الانحلال الخلوي للمبيض.[28]

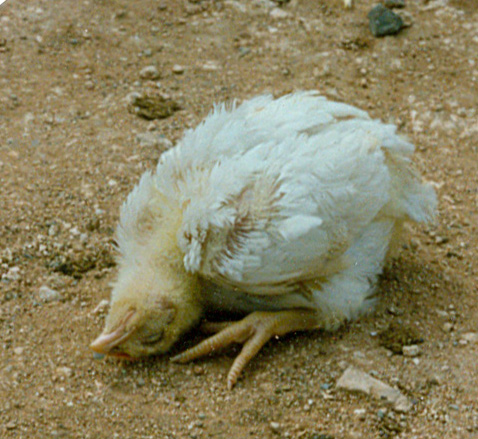
داء نيوكاسل في دجاج التسمين: رأس ملتو.
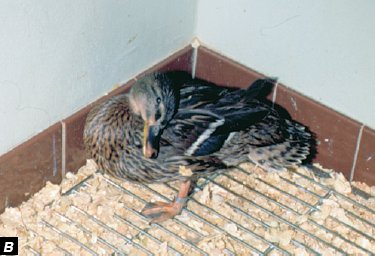
صعر (رقبة ملتوية) لدى بطة بركة.
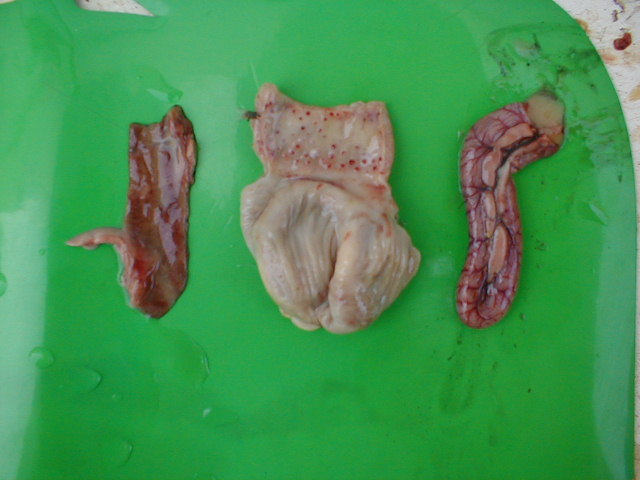
داء نيوكاسل في دجاجة. نمشات في المعدة الغدية والأحشاء (في الوسط)، التهاب حاد للإثني عشر (منظر خارجي في اليمين، منظر للغشاء المخاطي في اليسار).

### تشخيص تفريقي
إن تشابه الأعراض السريرية يحتم الانتباه للتفريق بين داء نيوكاسل وأمراض أخرى من شاكلة:
- كوليرا الطيور/ إنفلونزا الطيور/ التهاب الحنجرة والرغامي/ جدري الطيور (الشكل الدفتيري)
- داء المتدثرات الطيري لدى الببغاوات (باللاتينية: Psittacidae)/ داء المفطورات (باللاتينية: Mycoplasmose)/ التهاب شعبي معدي.
- أخطاء في طرق التربية، على سبيل المثال: عدم كفاية الماء أو الطعام، أو عدم وجود التهوية الكافية للقن.

## الوقاية والعلاج

### الاحتياطات
لا يوجد علاج لداء نيوكاسل لهذا يبقى من الضروري أخذ الاحتياطات التالية:
| - العزلة الصارمة للبؤر المصابة. - إتلاف جميع الطيور المصابة أو المعرضة. - التنظيف الجيد للحظائر وتطهيرها. | - التخلص بطريقة صحيحة من الجيف. - التخلص من الطفيليات داخل الحظائر. - احترام مدة 21 يوم قبل إعادة ملئ الحظائر بالطيور (فراغ صحي). | - عدم الاتصال بطيور مجهولي الحالة الصحية. - مراقبة الاتصال بالأشخاص (مربين آخرين، الزوار...). - من الأفضل وجود فئة عمرية واحدة في كل منشأة. |

### الوقاية الطبية
تكاد الوقاية الطبية تنحصر في التلقيح (لقاحات الفيروسات الحية و/أو في مستحلب زيتي). يتم تطعيم (تلقيح) الدجاج السليم في الأيام الأربعة الأولى، لكن اللقاح لا يبدي فاعلية كبيرة إلا في الأسبوع الثاني أو الثالث. وقد تزيد أمراض أخرى، مثل المفطورات، من حدة رد فعل اللقاح، لذا يتم تفادي هذا الخطر باستعمال لقاحات الفيروسات المقتولة.

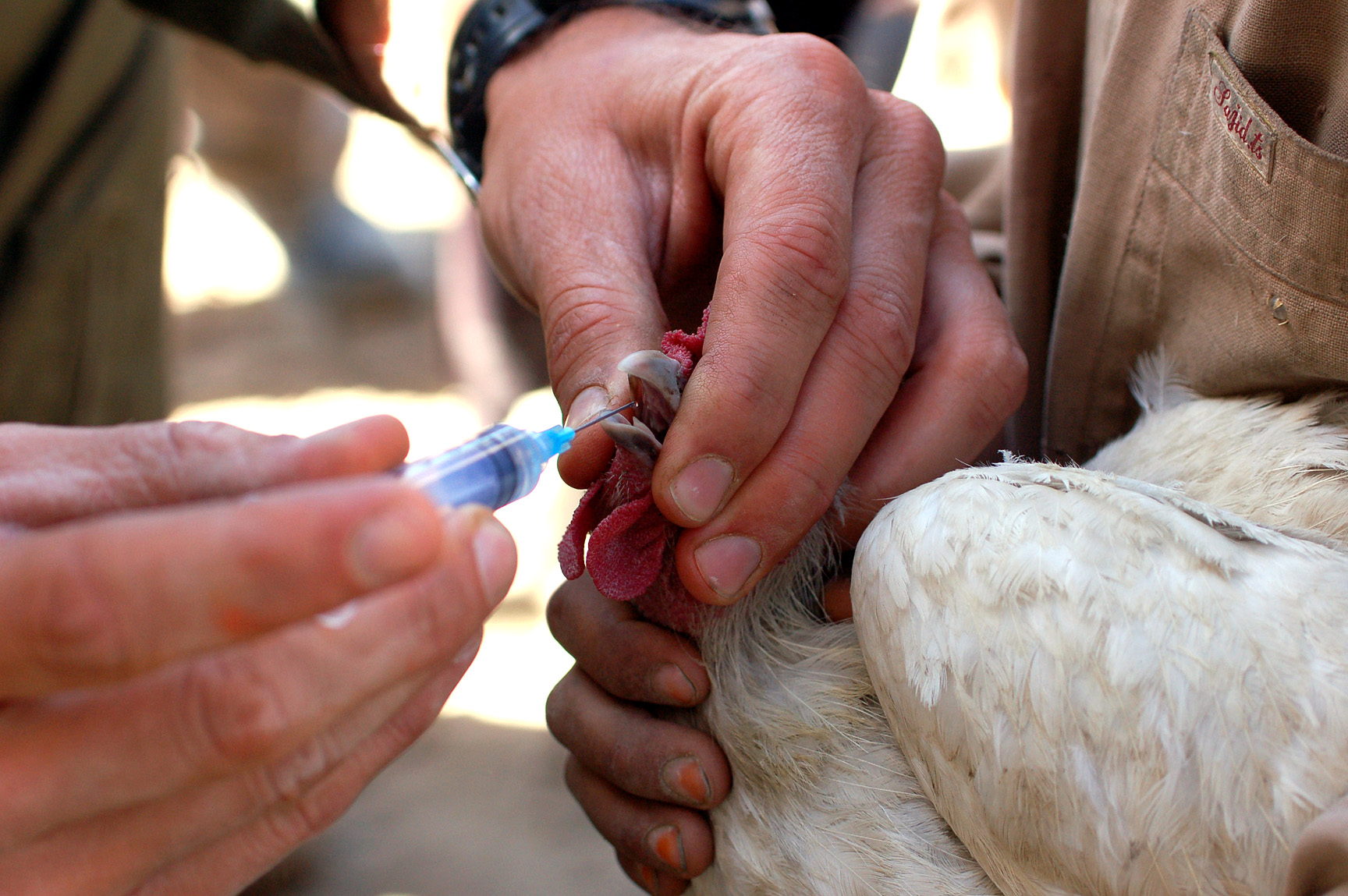
طبيب بيطري يعطي لقاحاً لدجاجة.

التلقيح: يُعد التلقيح باستخدام لقاحات الفيروسات الحية فعال جداً، إلا أنه قد يسهم في انتشار الفيروس.
في البلدان الغنية بالثروة الحيوانية، يتم استخدام لقاحات الفيروسات الحية من العترة الضعيفة صنف ب 1 (سلالة هيتشر ب 1، سلالة لاسوتا) بالإرذاذ للتلقيح واسع النطاق، وفي بعض الأحيان عن طريق مياه الشرب أو أيضاً عبر الأنف أو داخل المقلة. وتجدر الإشارة إلى أن استخدام اللقاح مع مياه الشرب يمكن أن يؤدي إلى تعطيله بسبب بقايا الكلور أو بقايا المطهرات في الأنابيب والحاويات.
يستلزم استخدام اللقاح المعطل إعطاء الجرعة لكل فرد على حدى، لكنه يوفر حصانة أكثر دواما. يتم إعطاء اللقاح في الفترة الممتدة من بلوغ الطير عمر أسبوعين إلى 3 أسابيع، وذلك إذا اعتبر خطر العدوى منخفضاً، أو في اليوم الأول إذا اعتبر الخطر كبيراً، مع تلقيح تعزيزي كل أسبوعين أو ثلاثة فيما بعد، ثم إضافة تلقيح تعزيزي آخر كل 6 إلى 8 أسابيع بالنسبة لسلالة هيتشر ب 1، كل 8 إلى 10 أسابيع بالنسبة لسلالة لاسوتا وكل 6 أشهر بالنسبة للقاح المعطل، وذلك وفقا لنوع اللقاح.
يتم تلقيح الحمام بالفيروسات المعطلة (حقنتين بفارق شهر منذ الأربع أسابيع الأولى من العمر) أو بلقاح خاص. أظهرت اختبارات المصول (لبضعة عشرات من الطيور في فوج من التربية الصناعية) أن اللقاح كان فعالاً في مكافحة هذا الداء المميت.

## وصلات خارجية
- داء نيوكاسل من موقع البيطرة السورية
- الأمراض التي تصيب الدواجن من موقع البيطرة السورية
- موقع أ.د/ أكــرم زين العابدين محمود محمد حمدي
- كتاب داء نيوكاسل د.ج. أليكسندر بالإنجليزية
- لقاحات مرض نيوكاسل (للدواجن). إنتاجها واستخدامها بالفرنسية
- فيروس داء نيوكاسل بحث لمعهد الطب البيطري بجامعة ميرلند
- فيروس داء نيوكاسل من موقع avianbiotech.com
- داء نيوكاسل في مزارع الدواجن القروية